# Marian Konopiński
Marian Wacław Konopiński (ur. 10 września 1907 w Kluczewie, zm. 1 stycznia 1943 w KL Dachau) – polski duchowny katolicki, błogosławiony Kościoła katolickiego.

## Życiorys
Jego rodzicami byli Walenty, kowal w Kluczewie, i Weronika z domu Dobierska. Miał czworo rodzeństwa, w tym siostrę Zofię, która została lekarką, późniejszą matkę Małgorzaty Musierowicz, pisarki i ilustratorki oraz Stanisława Barańczaka, poety i tłumacza, a także babcię Emilii Kiereś, autorki i tłumaczki książek dla dzieci.
Ukończył liceum im. ks. Piotra Skargi (1927) w Szamotułach. Święcenia kapłańskie przyjął 12 czerwca 1932. Na obrazku prymicyjnym umieścił dwa przesłania: Idźcie posłusznie drogą, którą was Bóg prowadzi, oraz Daj, o Boże, aby wszystkie dusze złączyły się w prawdzie, a serca w miłości.
Po objęciu funkcji wikariusza kościoła św. Michała Archanioła w Poznaniu podjął studia na wydziale nauk społecznych na uniwersytecie w Poznaniu.
28 kwietnia 1939 został przeniesiony z pospolitego ruszenia do rezerwy i mianowany kapelanem rezerwy w duchowieństwie wojskowym wyznania rzymskokatolickiego ze starszeństwem z 1 stycznia 1939 i 243. lokatą. W sierpniu 1939 został zmobilizowany do 15 Pułku Ułanów Poznańskich na stanowisko kapelana. W jego szeregach uczestniczył w kampanii wrześniowej. Dostał się do niewoli i został uwięziony w obozie jenieckim na terenie Niemiec (Oflag X B nr 2 Nienburg (Weser)). Zwolniony w maju 1940, później ponownie aresztowany. 30 maja 1941 został uwięziony w niemieckim obozie koncentracyjnym w Dachau. W obozie miał numer 26065. Był poddawany pseudomedycznym eksperymentom, wskutek których zmarł.
Beatyfikował go papież Jan Paweł II w Warszawie 13 czerwca 1999 w grupie 108 polskich męczenników.